# Terminador

Una animación de los cambios según las estaciones de la línea de terminación de la puesta del sol sobre el centro de Europa.

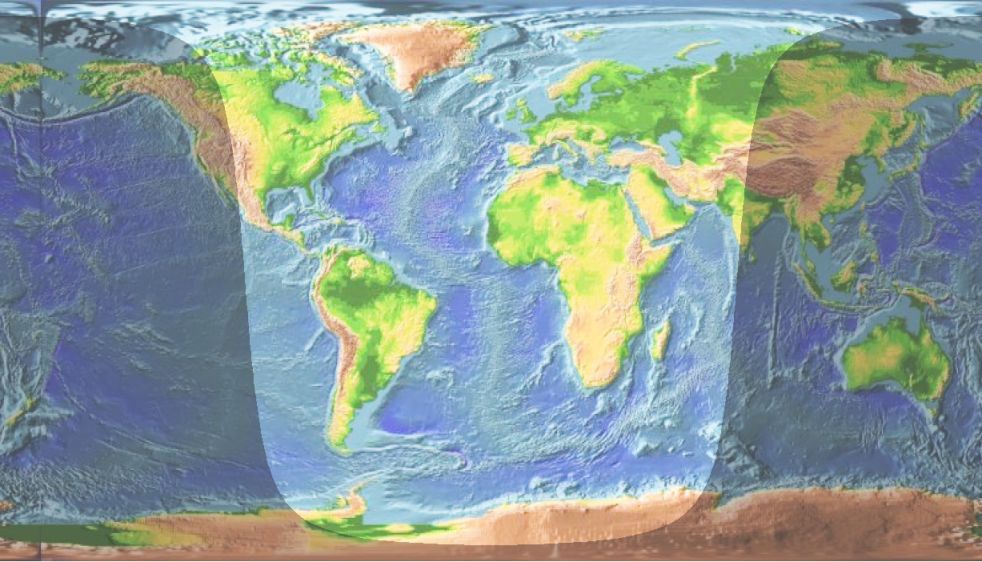
Mapamundi con terminador.

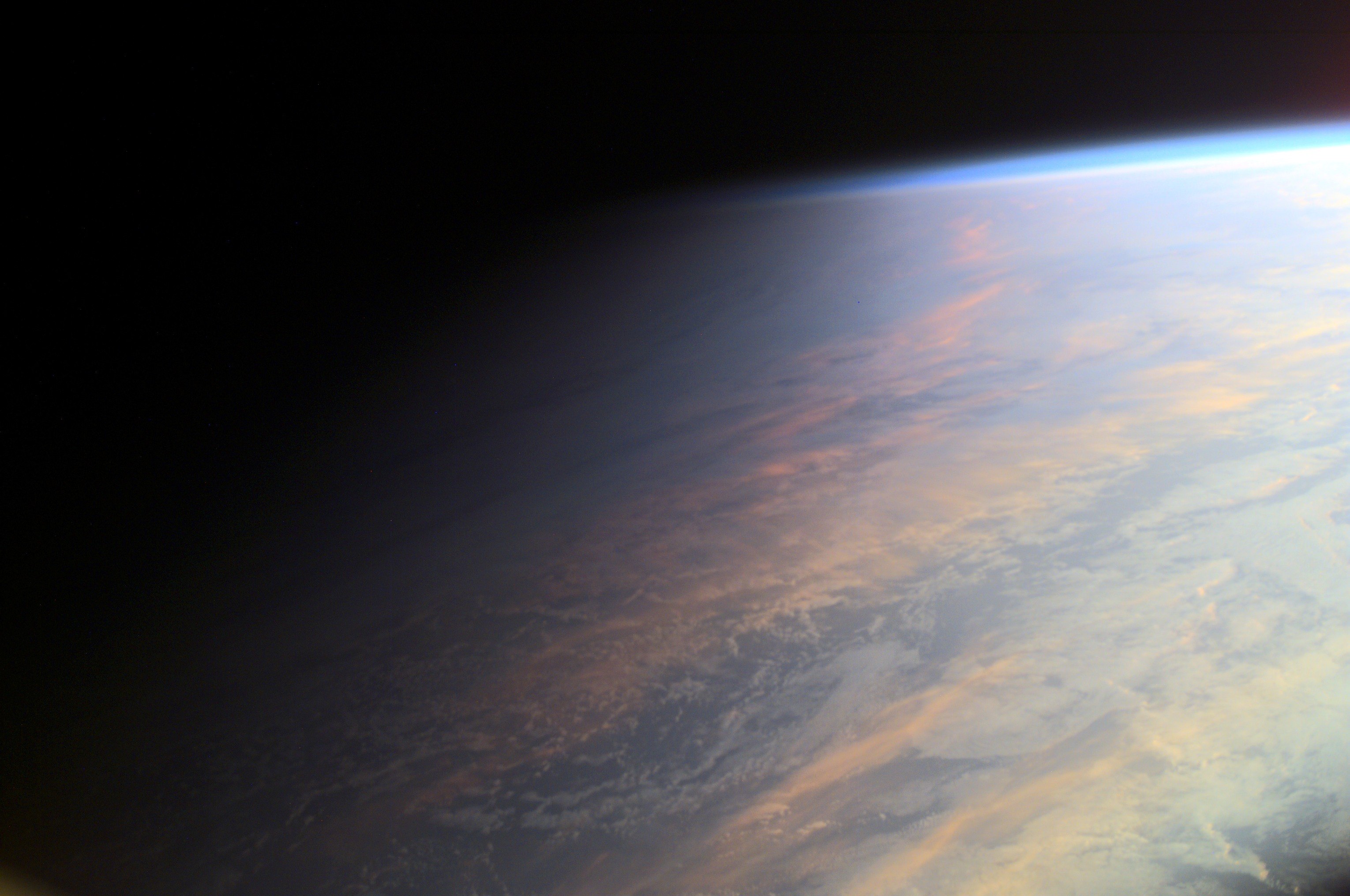
Fotografía desde la EEI de parte del terminador cruzando la superficie de la Tierra. El terminador es difuso y muestra la transición gradual de luz a oscuridad y cuyos efectos se perciben desde la superficie como el crepúsculo.

El terminador es la línea de separación entre la parte iluminada y la parte en sombra de un cuerpo celeste, es decir, la línea de separación entre el día y la noche.

## El terminador de la Luna
El terminador es, en el caso de la Luna, una zona especialmente indicada para la observación del relieve del satélite, debido a la luz rasante del Sol sobre su superficie, que alarga las sombras de los accidentes geográficos selenitas de forma notable. El terminador avanza a unos 15 km/h en el ecuador lunar, lo que, en una observación detallada y con telescopio, puede producir variaciones significativas en un corto espacio de tiempo dentro de la misma noche. Dado que la Luna es visible incluso en aquellas zonas donde la contaminación lumínica es alta, el terminador es un objetivo privilegiado para la observación por astrónomos aficionados, dada su naturaleza cambiante y la abundancia de detalles observables.